# Topoľčianky
Topoľčianky es un municipio del distrito de Zlaté Moravce en la región de Nitra, Eslovaquia, con una población estimada a final del año 2024 de 2608 habitantes.
Se encuentra ubicado al noreste de la región, a unos 120 km al este de Bratislava, cerca de la frontera con las regiones de Banská Bystrica y Trenčín.

## Demografía
| Año        | 1994 | 2004    | 2014    | 2024    |
| ---------- | ---- | ------- | ------- | ------- |
| Población  | 2935 | 2877    | 2705    | 2608    |
| Diferencia |      | −1,97 % | −5,97 % | −3,58 % |

| Año        | 2023 | 2024    |
| ---------- | ---- | ------- |
| Población  | 2617 | 2608    |
| Diferencia |      | −0,34 % |